# Leea zippeliana
Leea zippeliana là một loài thực vật hai lá mầm trong họ Nho. Loài này được Miq. miêu tả khoa học đầu tiên năm 1863.